# Wina bośniackie

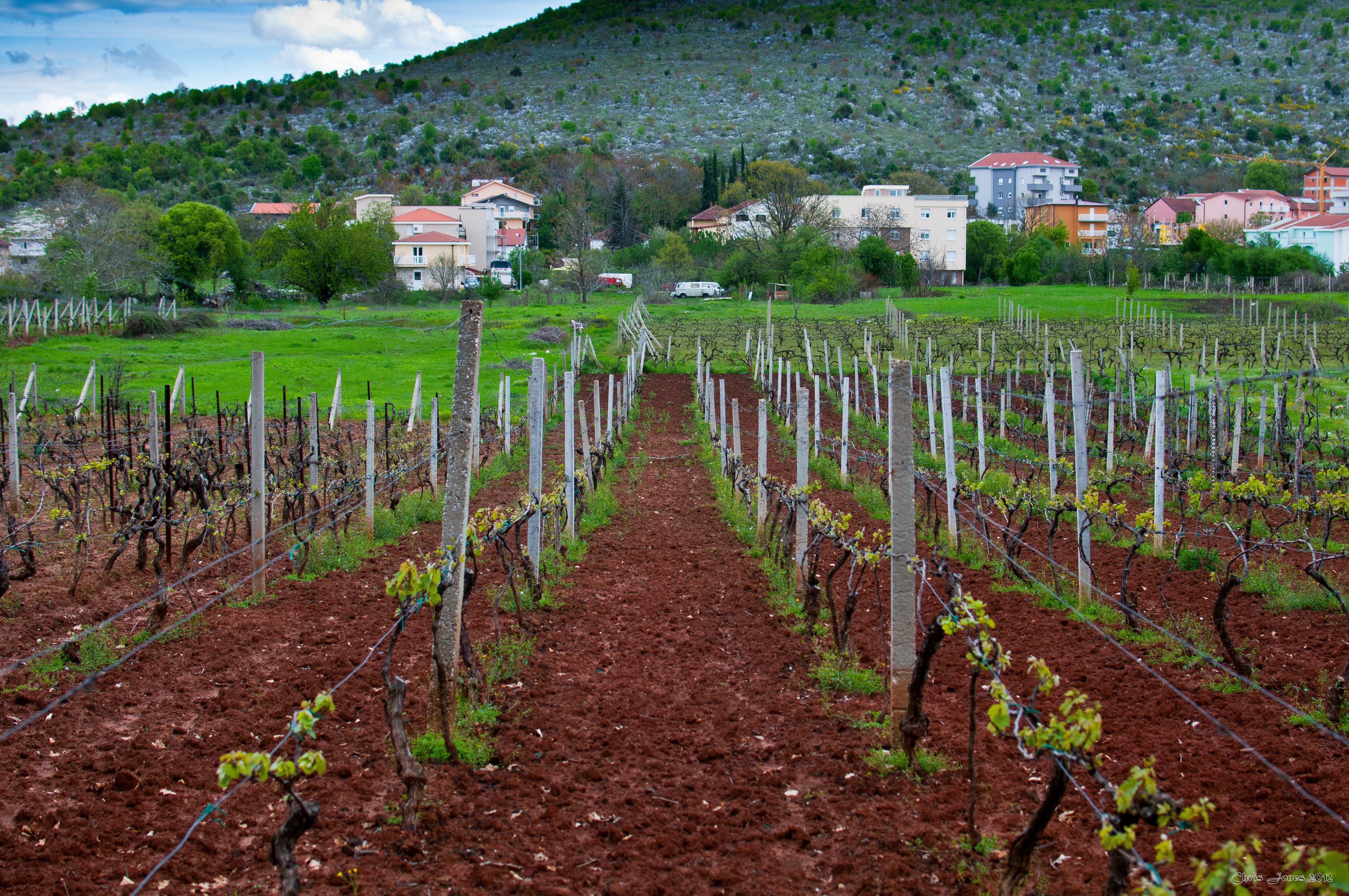
Winnica w Međugorje

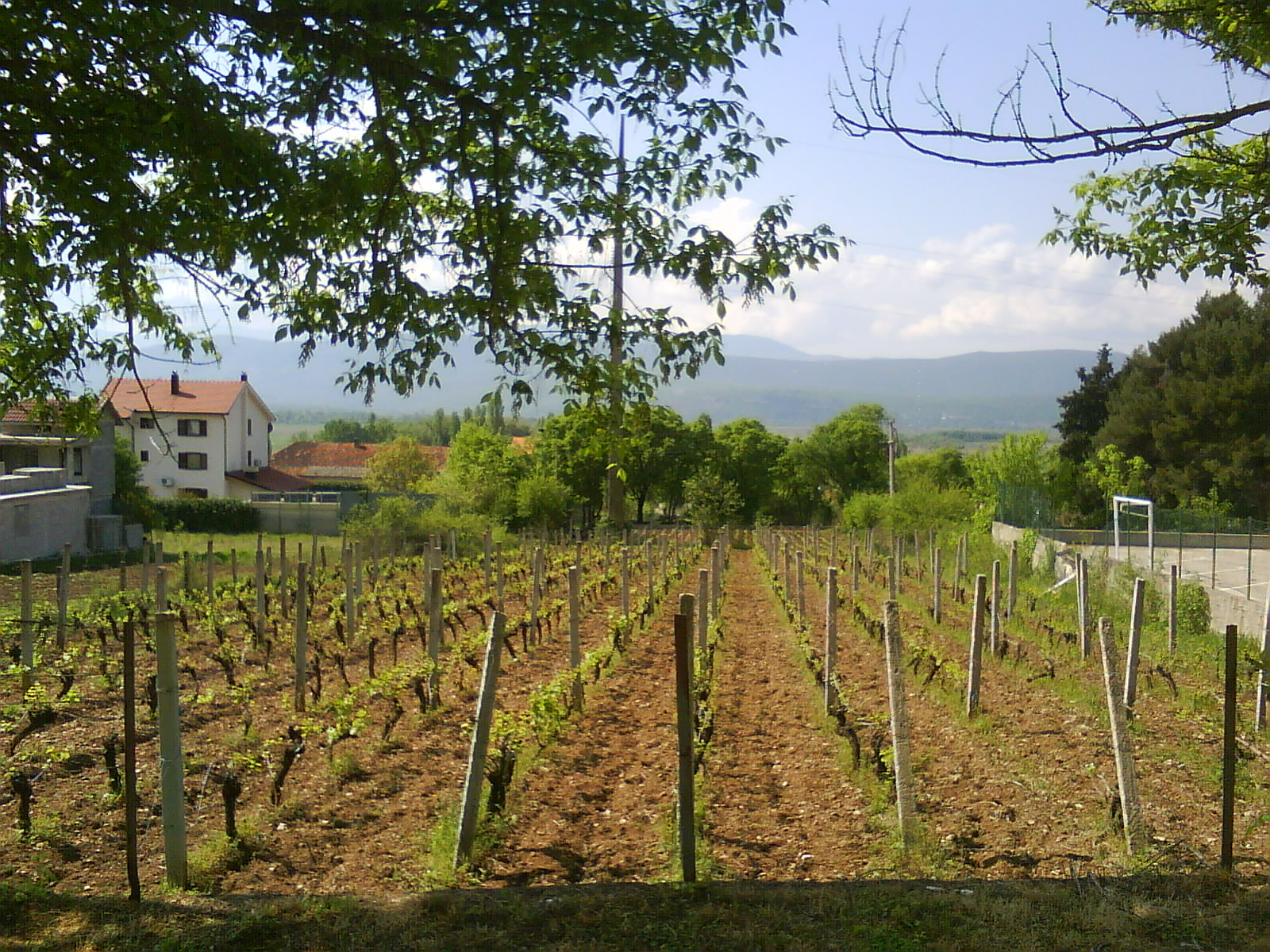
Winnica we wsi Gorice (gmina Grude)

Wina bośniackie – wina tłoczone na terytorium Bośni i Hercegowiny. 
Bośnia i Hercegowina cechuje się zróżnicowanym klimatem, a górzyste ukształtowanie północnej części nie sprzyja winnicom i jest ich tam jedynie kilka. Uprawa winorośli skupia się na południu kraju, na terenie Hercegowiny w okolicach Mostaru i wzdłuż granicy chorwackiej. Klimat w tym rejonie jest śródziemnomorski.
Przed II wojną światową na terenach Bośni i Hercegowiny produkowano znaczące ilości wina. Spustoszenie w uprawach przyniosła wojna domowa. Z pomocą zagraniczną udaje się odnowić uprawy. W 2005 roku areał winnic wynosił ok. 1400 ha. 
W 2006 roku wzrósł do 4000 ha, a plany na rok 2010 przewidywały 10 000 ha.
Najważniejszymi szczepami są: žilavka (na białe wino) oraz blatina (szczep o ciemnej skórce), cenione już w XIX wieku.
Wśród odmian uprawianych w kraju spotyka się też białe szczepy bena, dobrogostina, krkošija, podbil, rkaciteli oraz ciemne, zarówno międzynarodowe alicante bouschet, cabernet sauvignon, gamay, merlot, jak i regionalne (plavka, trnjak, vranac). Odmiana vranac, popularna pod koniec XIX wieku, straciła na znaczeniu.
Robinson, Harding i Vouillamoz podają, że Bośnia i Hercegowina jest ojczyzną dla czterech odmian winorośli: bena, blatina, krkošija i žilavka. Spośród nich jedynie žilavka jest uprawiana jeszcze w innych państwach bałkańskich. Baza danych Instytutu Hodowli Winorośli Geilweilerhof potwierdza te dane z wyjątkiem krkošiji, dla której jako kraj pochodzenia wskazuje Serbię.